# Distrito de Mannar
Mannar (en tamil: மன்னார் மாவட்டம்) es un distrito de Sri Lanka en la provincia Norte. Código ISO: LK.MB.
Comprende una superficie de 1 996 km².
El centro administrativo es la ciudad de Mannar.

## Historia
El distrito de Mannar es el único distrito costero de Sri Lanka que no fue afectado por el tsunami del Terremoto del océano Índico de 2004.

## Demografía
Según estimación 2010 contaba con una población total de 104 000 habitantes, de los cuales 50 000 eran mujeres y 54 000 varones.